# Arriva John Doe
Arriva John Doe (Meet John Doe) è un film del 1941 diretto da Frank Capra,  ridistribuito in Italia nel 1956 col titolo I dominatori della metropoli.
Il titolo riprende il nome "John Doe" (variante femminile: "Jane Doe"), usato negli Stati Uniti per una vittima o un imputato sconosciuto che si intende mantenere anonimo in un caso legale. È inoltre il nome che viene attribuito d'ufficio ai cadaveri di sconosciuti.

## Trama
(dai dialoghi del film)
La giornalista di cronache rosa Anna Mitchell, arrabbiata per il suo licenziamento, scrive una lettera al giornale inventandosi un uomo, John Doe, che si suiciderà da lì ad un anno perché deluso dalla società e dal comportamento egoista dei suoi concittadini. Il successo della lettera indurrà il giornale a riassumere Anna, che rivelando di essere lei l'autrice e di essere l'unica in grado di portare avanti la farsa, chiederà un cospicuo aumento di stipendio. Per portare quindi avanti la sceneggiata scrittura un ex-giocatore di baseball diventato un vagabondo, John Willough detto "il lungo", e lo istruisce su cosa dire e fare secondo gli insegnamenti del defunto padre, che realmente aiutava il prossimo.
Ma chi possiede il giornale userà John Doe come specchio per le allodole e ben presto si presenterà alle elezioni contando sul voto di tutti i club John Doe (Club che riuniscono i buoni vicini) nati in tutta l'America.
Deluso anche dal tradimento di Anna, John si riavvicina al suo amico vagabondo che ha scelto di restare sotto il ponte ma non sopporta di essere considerato un impostore e decide di suicidarsi la notte di Natale come era scritto nella falsa lettera scritta da Anna al giornale. Ma sia il politico proprietario del giornale che i fans dei club John Doe intuiscono l’intenzione di John e accorrono sul tetto del grattacielo dove sta correndo anche Anna che ha capito l’inganno e teme per John di cui si è innamorata.
Il politico avverte John dell’inutilità del suo gesto eroico che rimarrà nascosto grazie al piano di occultamento del suo cadavere, ma John aveva previsto questo inviando al giornale una lettera di commiato.
Quando John sta per buttarsi, Anna lo raggiunge e assieme ai fans accorsi sul tetto, lo convincerà a guidare i club nati in tutta America per dar voce al desiderio di solidarietà che è alla base delle idee promosse attraverso la campagna di sensibilizzazione di John e Anna.

## Distribuzione
La pellicola uscì nelle sale italiane nel 1948. Del film esistono due versioni italiane. Il DVD pubblicato da Sinister offre entrambe le versioni del doppiaggio italiano.